# ابراهیم چلاک
ابراهیم چلاک (انگلیسی: İbrahim Çolak؛ زادهٔ ۷ ژانویهٔ ۱۹۹۵) ژیمناست هنری اهل ترکیه است.